# «Л» — значит люди (сборник)
«„Л“ — значит люди» — сборник рассказов и повестей российского писателя-фантаста Сергея Лукьяненко, которые сам автор считает лучшими в своем творчестве. Впервые выпущен издательством «АСТ» в 1999 году в серии «Звёздный лабиринт».

## Содержание

### Прекрасное далеко
- Дорога на Веллесберг (рассказ)
- Мой папа — антибиотик (рассказ)
- Почти весна (рассказ)
- Вкус свободы (рассказ)

### Л — значит люди
- Слуга (рассказ)
- Л — значит люди (рассказ)
- Визит (рассказ)
- Поезд в Тёплый Край (рассказ)
- Проводник Отсюда (рассказ)
- Хозяин дорог (рассказ)

### Человек, который многого не умел
- За лесом, где подлый враг… (рассказ)
- Способность спустить курок (рассказ)
- Нарушение (рассказ)
- Именем Земли (рассказ)
- Человек, который многого не умел (рассказ)
- Капитан (рассказ)
- Последний шанс (рассказ)
- Люди и не-люди (рассказ)
- Категория «зет» (рассказ)

### Временная суета
- Временная суета (повесть)
- Ласковые мечты полуночи (рассказ)

### Фугу в мундире
- Восточная баллада о доблестном менте (рассказ)
- Дюралевое небо (рассказ)
- Фугу в мундире (рассказ)